# Roar of the Crowd
Roar of the Crowd è un cortometraggio per la televisione del 2011 diretto da Andy Cadiff.